# プルミエ＝メートル・レール (通報艦)
プルミエ＝メートル・レール（フランス語：Premier maître l'Her, F 792）は、フランス海軍のデスティエンヌ・ドルヴ級通報艦12番艦。艦名は第二次世界大戦で戦死したジャン＝フランソワ・レール上等兵曹（Jean-François L'Her）に由来する。

## 艦歴
「プルミエ＝メートル・レール」は、DCNロリアン工廠で建造され1978年12月15日に起工、1980年6月28日に進水、1981年12月5日に就役する。
1981年7月25日にケールアン（fr:Kerlouan）と命名都市の関係を結んでいる。「プルミエ＝メートル・レール」は海外領土や経済水域の警備の他に、潜水艦部隊の支援や法執行活動および救難を担当し海洋における諸任務に当たる。
1998年11月、エーゲ海にてギリシャ海軍と多国間演習をした後、黒海に進みロシア・ノヴォロシースクを訪問した。1999年初頭に地中海にてイタリア海軍と合同演習を実施し、7月には紅海とアデン湾での哨戒任務を行い、途中イエメンを訪問する。定期整備後の11月にスペイン・バルセロナに寄港する。
2002年6月にはヘラクレス作戦に参加するためインド洋に展開し、9月にはジブチに駐屯する第5海外混成連隊と協同で訓練を行なう。2003年にはギニア湾やヘラクレス作戦のためインド洋に展開する。また、同年3月にはガリシア州沖で沈没したタンカーから流出した原油を回収する任務に就く。2005年9月には不朽の自由作戦に参加するためインド洋に派遣され第150合同任務部隊と合流する。
2007年3月6日から3月11日までにパキスタン軍主催の多国間演習アマン07（Aman 07）に参加し、10月には大西洋にてNATO諸国海軍とスポンテックス対潜演習（Spontex）に参加する。2007年11月から2008年に2月にかけて世界食糧計画によるソマリア難民向け援助食糧を輸送する船団を護衛する任務に「F795 コマンダン・デュキン」と共に就く。
2008年12月16日にアタランタ作戦実施部隊と合流し同月20日から護衛任務を開始する。翌2009年1月1日にはパナマ籍貨物船「S・ヴィーナス」が救難信号を発した。これを受けて近傍にいた本艦は襲撃しようとした海賊を捜索し、逃走中のボートに乗った海賊8名を逮捕した。
2024年7月1日に退役し、12月17日に新型のf21魚雷の標的艦として撃沈された。